# مردیت گوردین
مردیت گوردین (انگلیسی: Meredith Gourdine؛ ۲۶ سپتامبر ۱۹۲۹ – ۲۰ نوامبر ۱۹۹۸ (۶۹ ساله)) دانشمند در زمینه اهل ایالات متحده آمریکا بود.